# Mstów (województwo śląskie)
Mstów – wieś w Polsce położona w województwie śląskim, w powiecie częstochowskim, siedziba gminy Mstów. Położona nad Wartą, przy drodze wojewódzkiej nr 786. W latach 1279–1870 miejscowość miała status miasta.

## Geografia
Mstów znajduje się około 12 km na wschód od Częstochowy, nad Wartą, w rejonie jej przełomu. Pod względem fizycznogeograficznym położony jest na pograniczu dwóch mezoregionów: tereny po południowej stronie Warty (z przełomowym odcinkiem rzeki włącznie) należą do Wyżyny Częstochowskiej, po stronie północnej do Wyżyny Wieluńskiej. Miejscowość leży zatem na północnym krańcu Wyżyny Krakowsko-Częstochowskiej.
W Mstowie znajduje się zbudowana z wapieni Skała Miłości będąca jego charakterystycznym, widocznym z daleka obiektem. W Mstowie i jego najbliższych okolicach znajduje się kilka wzniesień, m.in. Góra Szwajcera (267 m), Góra Wał (293 m), Chrapoń (308 m), Dobra Góra (279 m), Ściegna (281 m). Przełomowa dolina Warty jest uznawana za atrakcyjną krajobrazowo. Tereny nad rzeką, położone wokół Skały Miłości i zbiornika wodnego Tasarki są zagospodarowane w celach rekreacyjnych.
Mstów znajduje się w granicach Parku Krajobrazowego Orlich Gniazd. Przez miejscowość przebiegają szlaki turystyczne: Szlak Jury Wieluńskiej, Szlak Warowni Jurajskich (szlak ten ma tutaj swój początek) i rowerowy Jurajski Szlak Zygmunta Krasińskiego.

## Historia

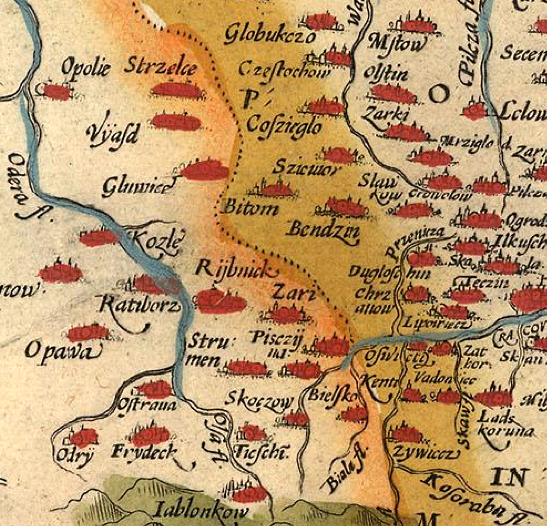
Mstów w granicach Korony Królestwa Polskiego na mapie Wacława Grodzieckiego wydanej w 1592 roku.

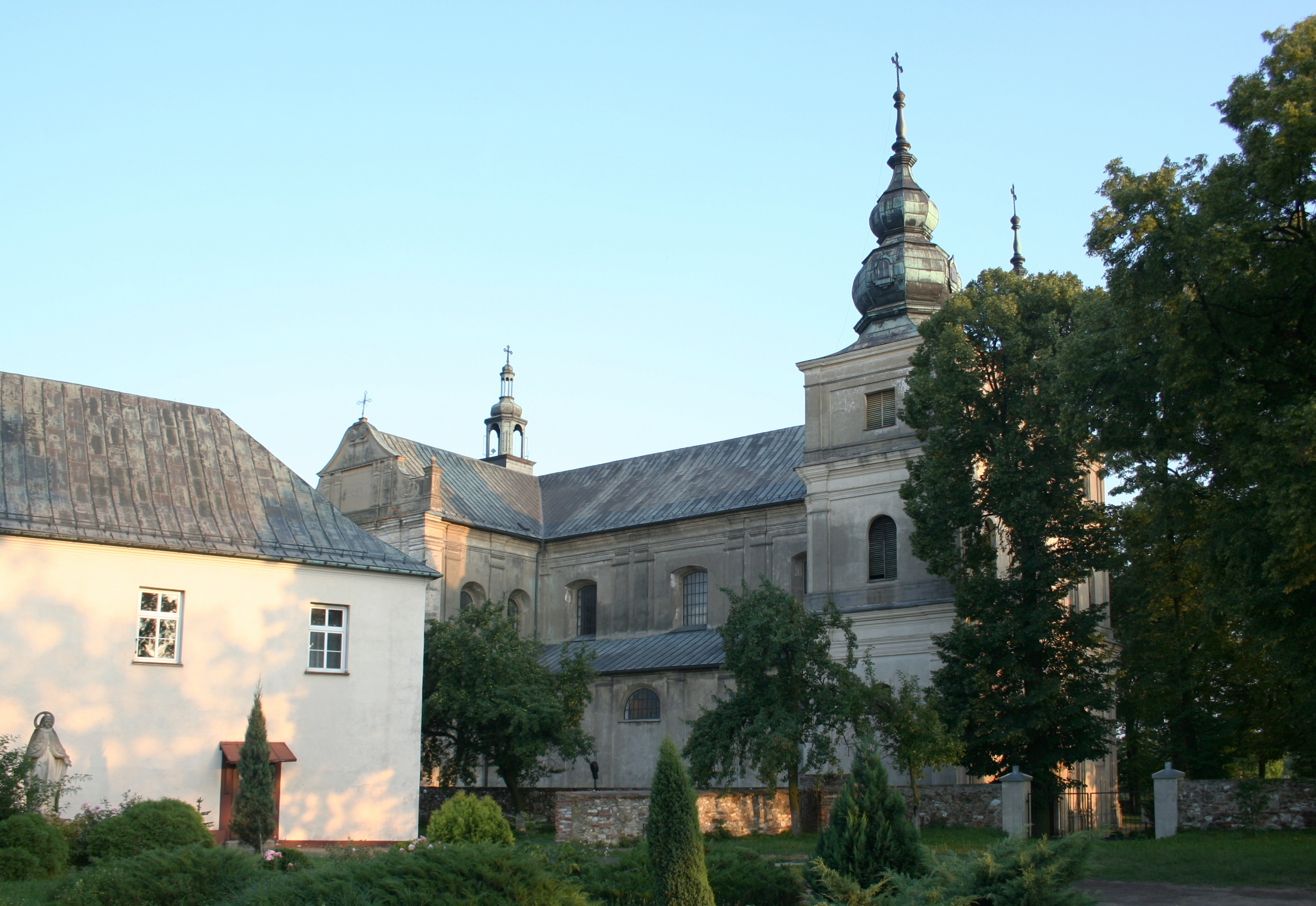
Klasztor Kanoników Regularnych Laterańskich, formalnie w Wancerzowie

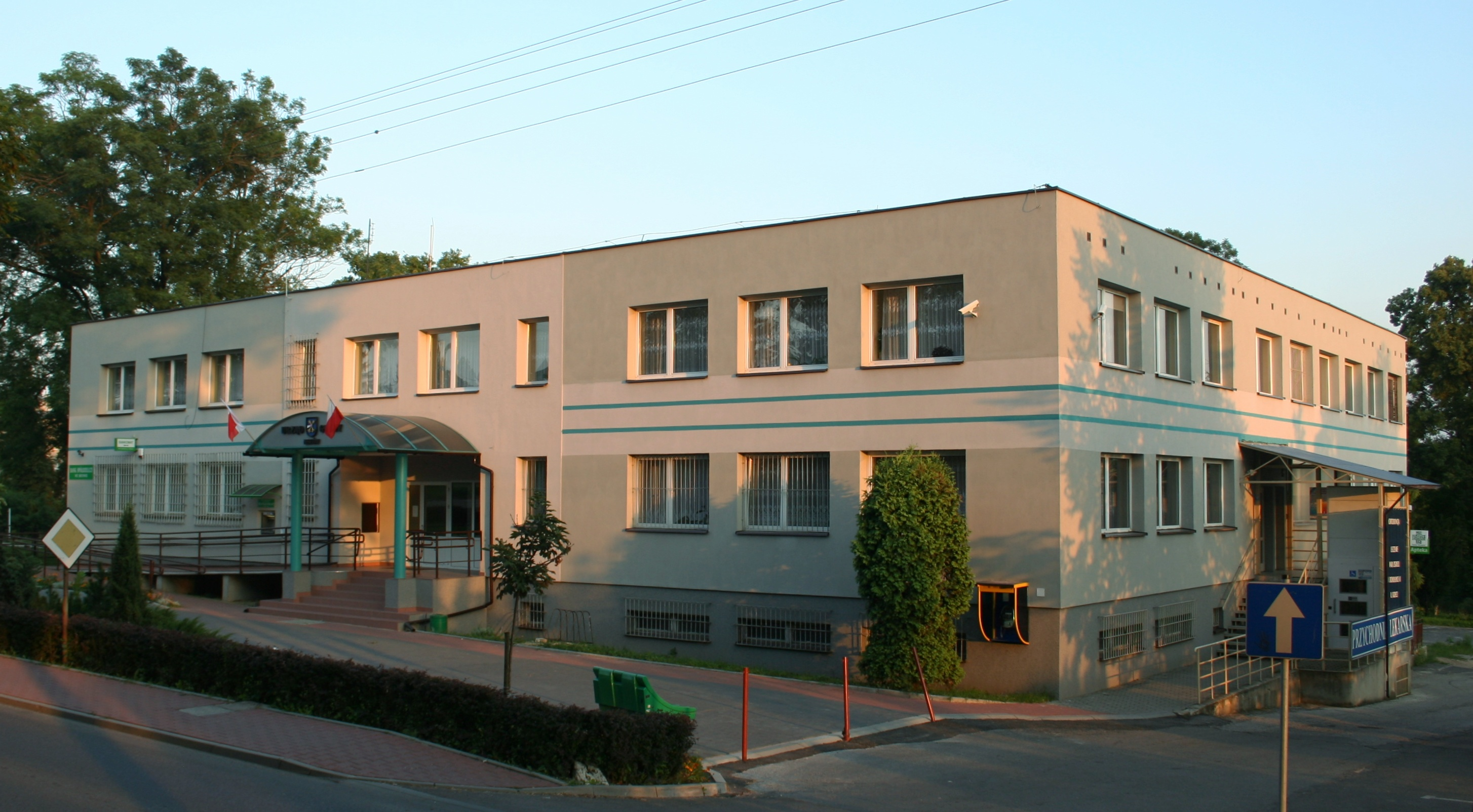
Urząd gminy

Pierwsza historyczna pisana wzmianka o Mstowie pochodzi z 1193 roku. Miejscowość została wówczas wymieniona (w formie Mstou) w bulli papieża Celestyna III jako własność kanoników regularnych laterańskich na Piasku we Wrocławiu. Istnieją jednak przesłanki, że miejscowość istniała już wcześniej – Jan Długosz zamieścił wzmiankę o Mstowie opisując życie Piotra Włostowica, zmarłego przed tą datą.
Prawdopodobnie na początku XIII wieku założono w Mstowie klasztor. W 1212 w miejscowości odbył się synod z udziałem Henryka Kietlicza, arcybiskupa gnieźnieńskiego, oraz biskupów krakowskiego, wrocławskiego, lubuskiego i poznańskiego. W 1220 roku w łacińskim dokumencie biskupa krakowskiego Iwo Odrowąża wydanym w Krakowie miejscowość wymieniona jest w formie Mstovia oraz Msthow.
W połowie XIII wieku miejscowość miała już wczesnomiejski charakter, funkcjonowały tu już targ, komora celna, karczmy, młyn i folusz. Rozwojowi miejscowości sprzyjało położenie na szlaku handlowym z Krakowa do Wielkopolski. 10 czerwca 1279 roku, lub w roku 1278, Bolesław Wstydliwy zezwolił na utworzenie w Mstowie miasta na prawie średzkim. Lokacja Mstowa nastąpiła na gruntach dawnej osady, którą jedynie uregulowano przestrzennie. Do XIV wieku Mstów był stolicą opola, potem stolica została przeniesiona do Olsztyna. Miasto zachowało obowiązek udzielania stacji. 
Do XVI wieku Mstów był największym miastem w regionie, przewyższającym znaczeniem Częstochowę. Miejscowość kilkukrotnie odwiedzali władcy Polski: Władysław Łokietek, Kazimierz Wielki, Władysław Jagiełło, Kazimierz Jagiellończyk, Władysław IV Waza, Jan Kazimierz, Zygmunt August.
W 1569 w wyniku unii lubelskiej miejscowość znalazła się w granicach Rzeczypospolitej Obojga Narodów. W końcu XVI wieku miasto znajdowało się w powiecie lelowskim województwa krakowskiego, było własnością klasztoru kanoników regularnych. Od około XVI wieku znaczenie miasta zaczęło słabnąć. Przyczyniło się do tego m.in. przesunięcie szlaku handlowego tak, aby przebiegał przez Częstochowę. Miasto zostało w dużym stopniu zniszczone w 1655 roku, w trakcie potopu szwedzkiego. Wymordowano wówczas prawie połowę ludności i spalono zabudowania.
Podczas powstania styczniowego mieszkańcy Mstowa brali udział w walkach przeciwko Rosjanom, służąc między innymi w oddziale kapitana Zygmunta Chmieleńskiego. W 1870 roku, w ramach represji po powstaniu, władze carskie skasowały prawa miejskie i włączyły miejscowość do gminy Wancerzów.
Podczas okupacji hitlerowskiej, w grudniu 1941 roku Niemcy utworzyli getto dla żydowskich mieszkańców. Przebywało w nim około 650 Żydów. W sierpniu 1942 zostali wywiezieni do getta w Radomsku, a stamtąd do obozu zagłady Treblinka II i tam zamordowani.
Od 1952 roku Mstów jest siedzibą gminy. W latach 1954–1972 wieś należała i była siedzibą władz gromady Mstów. W latach 1975–1998 miejscowość administracyjnie należała do województwa częstochowskiego.

## Zabytki

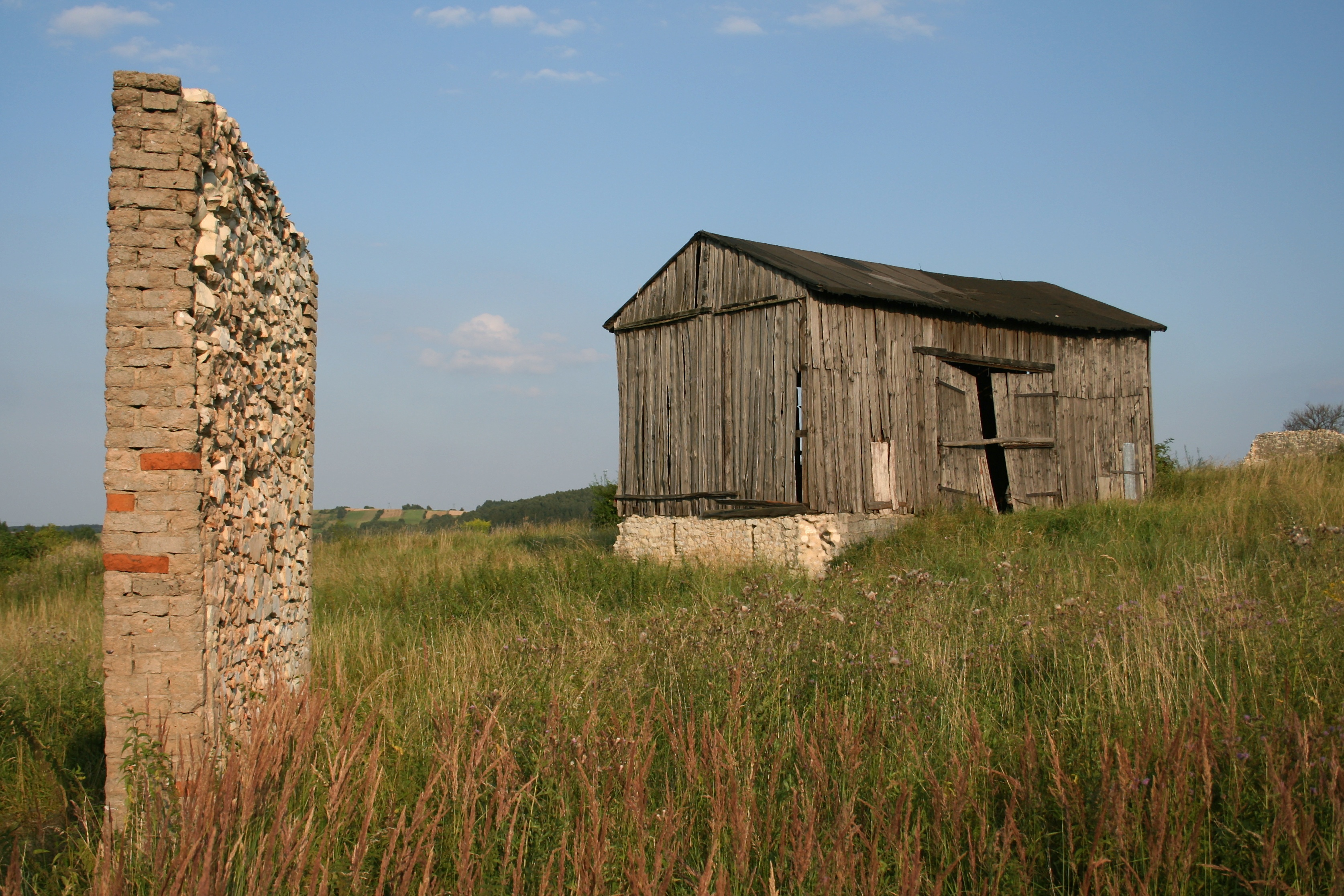
Jedna ze stodół

- Klasztor kanoników regularnych (formalnie położony w sąsiednim Wancerzowie)[21][4],
- Układ urbanistyczny z XIII wieku, wraz z rynkiem[21][4],
- Cmentarz z kaplicą św. Wojciecha z XVII wieku[21],
- Tzw. dzielnica stodół z końca XIX wieku[4][16],
- Kapliczki, m.in. św. Jana Chrzciciela i św. Jana Nepomucena[16],
- Budynki mieszkalne wykonane z kamienia wapiennego[4].
- Cmentarz żydowski w Mstowie.

## Transport
Przez miejscowość przebiega droga wojewódzka nr 786. Połączenie z Częstochową zapewnia linia autobusowa nr 30, która obsługiwana jest przez Miejskie Przedsiębiorstwo Komunikacyjne w Częstochowie.
Funkcjonują także 3 linie Komunikacji Gminnej, obsługiwanej przez PKS Częstochowa:
- M1: Kobyłczyce - Brzyszów - Srocko - Mstów,
- M2: (Pniaki Mokrzeskie - Kuśmierki) - Krasice - Mokrzesz - Mstów,
- M3: Kuchary - Mstów.

## Sport

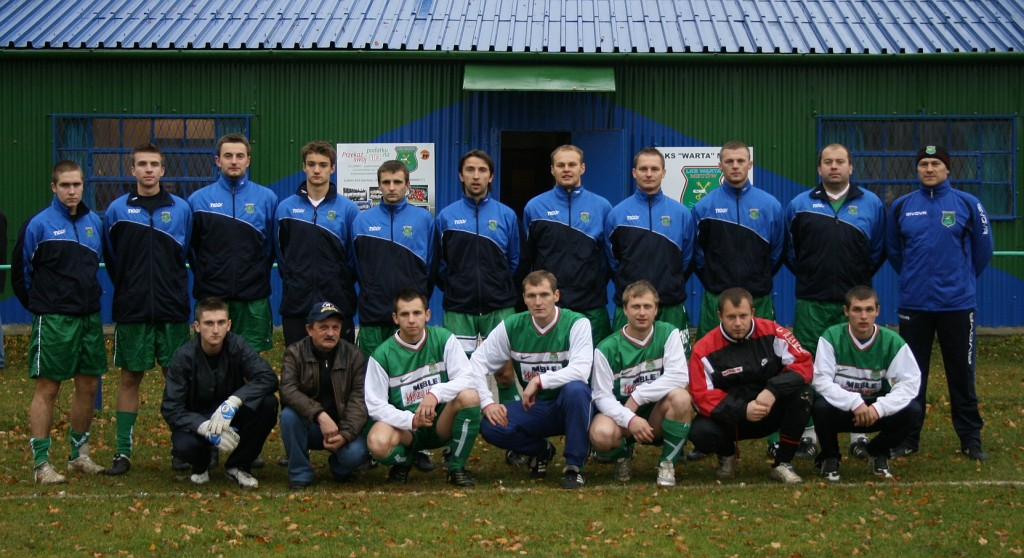
Kadra LKS „Warta” Mstów na sezon 2010/2011

We Mstowie od 1947 roku działa piłkarski Ludowy Klub Sportowy Warta.